# Kostel svatého Šimona a Judy (Brloh)
Kostel svatého Šimona a Judy v Brloze je barokní římskokatolický farní kostel. Původní kostel zasvěcený svaté Máří Magdaleně vznikl na tomto místě ve 14. století. Část tohoto staršího kostela byla zakomponována do stavby současného kostela, který byl postaven na přelomu 17. a 18. století J. Canevallem.

## Historie
Původní brložský kostel byl zasvěcen svaté Maří Magdaléně. Vznikl mezi lety 1310–47 péčí Petra I. z Rožmberka. Z této stavby se zachovala gotická věž a části obvodové zdi na západní straně. V letech 1697–1704 je využil J. Canevalle při budování nového kostela. Kostel je chráněn jako kulturní památka ČR.
Varhany z roku 1760 (zhotovitel: F. Semrád) byly v roce 2007 opraveny.

## Interiér
Na hlavním oltáři jsou obrazy svatých Šimona a Judy a svaté rodiny. Sochy v horní části oltáře (zleva) zpodobňují následující postavy svatých: sv. Anna sv. Jáchym, v dolní části oltáře sv. Mikuláš, sv. Řehoř, sv. Ambrož, sv. Vojtěch. Na stropě vyobrazeni sv. Pavel a sv. Petr apoštolové. 
Boční oltář s obrazem sv. Barbory se sochami sv. Kateřiny a sv. Markéty. Před oltářem sousoší pražského Jezulátka. Nad oltářem obraz sv. Jana Křtitele. 
Pravý boční oltář s obrazem sv. Jana Nepomuckého se sochami sv. Josefa a sv. Antonína. Nad oltářem socha sv. Linharta a obraz sv. Františka z Assisi. 
V lodi jsou na straně epištolní sochy sv. Kateřiny, sv. Jana Evangelisty a sv. Veroniky, na straně evangelijní sv. Augustina, sv. Jakuba a sv. Ondřeje. V presbytáři socha Krista a Panny Marie. Vše doplňují obrazy čtrnácti zastavení Křížové cesty.